# فریگیت کلاس کوکارد
فریگیت کلاس کوکارد (به انگلیسی: Cocarde-class frigate) یک کلاس از کشتی است که طول آن ۱۴۴ فوت ۳ اینچ (۴۳٫۹۷ متر) می‌باشد.